# François Bourdrel
Pas d'image ? Cliquez ici

a Compétitions nationales et continentales officielles uniquement.

François Bourdrel est un joueur français de rugby à XV évoluant au poste de troisième ligne.
Il effectue la majeure partie de sa carrière avec le RC Vannes après avoir été formé au RC Arras. 

## Biographie
Natif de la région arrageoise, François Bourdrel effectua ses débuts au sein du club phare du secteur le RC Arras. En 2006, il rejoint le RC Vannes où il jouera pendant 11 ans majoritairement en Fédérale 1. Lors de la saison 2015-2016, il fait partie de l'équipe accédant à la montée du club en Pro D2. Il débuta ses débuts professionnels lors de la saison 2016-2017 de Pro D2.
Après avoir joué les trois premiers matchs de la saison, il vit une carrière professionnelle écourtée par une blessure aux ligaments croisés en début de saison. Finalement il décide de mettre un terme à sa carrière après cet épisode. 